# Logovardi
Logovardi (macedónul: Логоварди) település Észak-Macedóniában, a Pelagonijai körzet Bitolai járásában.

## Népesség
| Lakosok száma | 740  | 902  | 1079 | 1156 | 1272 | 1051 | 744  | 699  | 577  |
|               | 1948 | 1953 | 1961 | 1971 | 1981 | 1991 | 1994 | 2002 | 2021 |

2002-ben 699 lakosa volt, akik közül 696 macedón, 1 szerb, 2 egyéb.